# Inđijastadion
Het Inđijastadion (ook Gradski Stadion genoemd) is een multifunctioneel stadion in Inđija, een plaats in Servië. In het stadion is plaats voor 4.800 toeschouwers. 
Het stadion werd geopend in 1933. Het werd gerenoveerd in 1970, er kwamen toen nieuwe zitplekken. De oude zitplekken waren van hout. Daarna vonden opnieuw renovaties plaats in 2006 en 2009.
Het stadion wordt vooral gebruikt voor voetbalwedstrijden, de voetbalclub FK Inđija maakt gebruik van dit stadion. Die club speelt hier al vanaf de opening 1933. Toen nog onder de naam FK Železničar. In 2011 werd het gebruikt op het Europees kampioenschap voetbal mannen onder 17. Er waren drie groepswedstrijden.